# Parijs-Tours 2002
De 96e editie van de wielerwedstrijd Parijs-Tours werd gehouden op 6 oktober 2002, en maakte deel uit van de strijd om de wereldbeker. De wedstrijd startte in Saint-Arnoult-en-Yvelines en eindigde in Tours. De afstand was 257 kilometer.

## Verloop
Al na 5 kilometer ontsnapte er een groep met Jacky Durand, Glenn D'Hollander, Francisco Mancebo, Samuel Dumoulin en Jakob Piil. De samenwerking was goed en de groep bereikte een maximale voorsprong van 9 minuten. Jacky Durand en Jakob Piil waren de motor van de kopgroep.
Met nog 60 kilometer te gaan wordt het duidelijk dat de kopgroep een goede kans heeft om weg te blijven. Ze hebben de wind in de rug is de voorsprong nog bijna 7 minuten. Het is echter nog geen uitgemaakte zaak.
Als de finish inzicht komt wordt de samenwerking minder. Mancebo moet op een korte klim lossen en D'Hollander komt niet meer uit het laatste wiel. De voorsprong is geslonken tot 2:50 met nog 25 kilometer te gaan.
Met het 10 kilometer doek in het zicht, rijden Durand en Piil weg bij de overgebleven mede-vluchters Dumoulin en D'Hollander, die al snel door het achtervolgende peloton worden opgeslokt.
Het was Piil die vervolgens het overgrote merendeel van het kopwerk voor zijn rekening nam. Durand probeerde zich te sparen, maar dat mocht niet baten. Nadat hij de sprint aanging, kwam Piil over hem heen en won overtuigend.
Het peloton finishte op 20 seconden. Het was Erik Zabel die de sprint om de derde plek won voor René Haselbacher.

## Uitslag
| Parijs-Tours 2002 (257 km) |                        |                     |            |
| Plaats                     | Naam                   | Ploeg               | Tijd       |
| Winnaar                    | Jakob Piil             | CSC Tiscali         | 5u 39' 11" |
| 2                          | Jacky Durand           | FDJeux.com          | z.t.       |
| 3                          | Erik Zabel             | Team Telekom        | + 20"      |
| 4                          | René Haselbacher       | Team Gerolsteiner   | z.t.       |
| 5                          | Romāns Vainšteins      | Domo-Farm Frites    | z.t        |
| 6                          | José Enrique Gutiérrez | Kelme-Costa Blanca  | z.t.       |
| 7                          | Igor Astarloa          | Saeco-Longoni Sport | z.t.       |
| 8                          | Jo Planckaert          | Cofidis             | z.t.       |
| 9                          | Fabio Sacchi           | Saeco-Longoni Sport | z.t.       |
| 10                         | Julian Dean            | CSC Tiscali         | z.t.       |
|                            |                        |                     |            |
| 14                         | Tristan Hoffman        | CSC Tiscali         | z.t.       |
| 17                         | Niko Eeckhout          | Lotto-Adecco        | z.t.       |

1896 · 
1897-1900 · 
1901 · 
1902-1905 · 
1906 · 
1907 · 
1908 · 
1909 · 
1910 · 
1911 · 
1912 · 
1913 · 
1914 · 
1915-1916 · 
1917 · 
1918 · 
1919 · 
1920 · 
1921 · 
1922 · 
1923 · 
1924 · 
1925 · 
1926 · 
1927 · 
1928 · 
1929 · 
1930 · 
1931 · 
1932 · 
1933 · 
1934 · 
1935 · 
1936 · 
1937 · 
1938 · 
1939 · 
1940 · 
1941 · 
1942 · 
1943 · 
1944 · 
1945 · 
1946 · 
1947 · 
1948 · 
1949 · 
1950 · 
1951 · 
1952 · 
1953 · 
1954 · 
1955 · 
1956 · 
1957 · 
1958 · 
1959 · 
1960 · 
1961 · 
1962 · 
1963 · 
1964 · 
1965 · 
1966 · 
1967 · 
1968 · 
1969 · 
1970 · 
1971 · 
1972 · 
1973 · 
1974 · 
1975 · 
1976 · 
1977 · 
1978 · 
1979 · 
1980 · 
1981 · 
1982 · 
1983 · 
1984 · 
1985 · 
1986 · 
1987 · 
1988 · 
1989 · 
1990 · 
1991 · 
1992 · 
1993 · 
1994 · 
1995 · 
1996 · 
1997 · 
1998 · 
1999 · 
2000 · 
2001 · 
2002 · 
2003 · 
2004 · 
2005 · 
2006 · 
2007 · 
2008 · 
2009 · 
2010 · 
2011 · 
2012 · 
2013 · 
2014 · 
2015 · 
2016 · 
2017 · 
2018 · 
2019 ·
2020 ·
2021 ·
2022 ·
2023 ·
2024 ·